# 运动链
运动链是一種可活動的機械結構，是构件之間连接（运动副）而构成可相对运动的系统。如果组成运动链的各构件构成首末封闭的系统，则称其为闭式运动链，简称闭链，一般會用在机械中，若未构成则称为开链，多用在机械手中。
运动链會根据各构件间的相对运动为平面运动还是空间运动，可把其分为平面运动链和空间运动链。